# William Trent Rossell

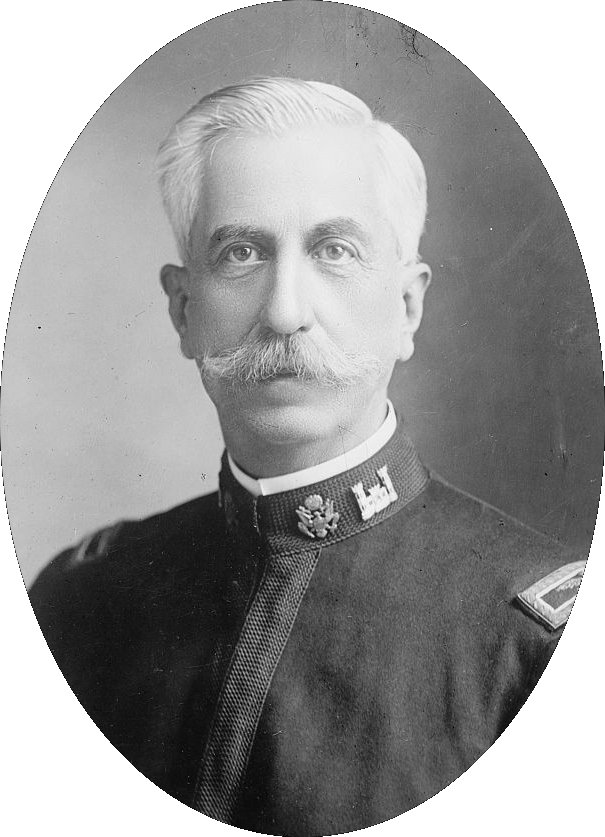
William Trent Rossell

William Trent Rossell (* 11. Oktober 1849 in Mount Vernon, Mobile County, Alabama; † 11. Oktober 1919 in New Brighton, Staten Island, New York City) war ein Brigadegeneral der United States Army. Er war unter anderem Kommandeur des United States Army Corps of Engineers (COE).
William Rossell war ein Sohn von William Henry Rossell (1820–1885) und dessen Frau Margaret Dauge Martin (1827–1886). Sowohl sein Vater als auch sein Großvater Zachariah Rossell (1788–1842) waren Offiziere im Heer der Vereinigten Staaten.
In den Jahren 1869 bis 1873 durchlief William Rossell die United States Military Academy in West Point. Nach seiner Graduation wurde er als Leutnant den Pionieren (Engineers) zugeteilt. In der Armee durchlief er anschließend alle Offiziersränge vom Leutnant bis zum Brigadegeneral.
In seinen jüngeren Jahren absolvierte er den für Offiziere in den niederen Rangstufen üblichen Dienst in verschiedenen Pioniereinheiten und Standorten in den Vereinigten Staaten. Als Pionier (Engineer) gehörten der Hochwasserschutz, der Ausbau von Hafenanlagen, deren militärischen Verteidigungseinrichtungen, Flussregulierungen sowie der Bau von Schleusen und Stauwerken, Kanälen und Leuchttürmen zu seinem Aufgabenbereich.
Rossell war zunächst in Willets Point bei New York City stationiert. Danach war er Dozent für das Pionierwesen an der Militärakademie in West Point. In den folgenden Jahren war er unter anderem in Portland im Bundesstaat Maine, in Jacksonville in Florida und in Vicksburg in Mississippi als Pionieroffizier eingesetzt.
Von 1889 bis 1891 war Rossell Leiter des Pionierbezirks um die Bundeshauptstadt Washington, D.C. Dabei war er unter anderem mit der Betreuung der dortigen Bundesbauten und Monumente betraut. Danach leitete er sechs Jahre lang den Bezirk um Mobile in Alabama. Später war er im Bundesstaat New York tätig, wo er unter anderem den Bau bzw. die Instandhaltung von Leuchttürmen überwachte. Es folgte eine Versetzung in das Gebiet des Ohio Rivers. Dort war er für die mit dem Fluss verbundenen Aufgaben, wie Hochwasserschutz, Deichbauten, Dämme und Schleusen und Ähnliches zuständig. Von 1906 und 1913 gehörte Rossell zudem der Mississippi River Commission an. In den Jahren 1908 und 1909 leitete er die Central Division der Engineers und danach bis 1913 deren Eastern Division. Von August bis Oktober 1913 war er kurzzeitig als Nachfolger von William Herbert Bixby Kommandeur des gesamten COE. Dann ging er in den Ruhestand.
Nach dem amerikanischen Eintritt in den Ersten Weltkrieg wurde William Rossell, wie viele andere pensionierte Offiziere, reaktiviert. Bis zum Ende des Kriegs kommandierte er den dritten Engineerbezirk des Staates New York, den Bezirk um Puerto Rico und schließlich die Northeast Division des COE. Danach ging er endgültig in den Ruhestand.
Rossell war ab 1882 mit Jean Graham Ellis (1860–1898), einer Tochter des Gouverneurs von Alabama John Willis Ellis (1820–1861) verheiratet. Das Paar hatte acht Kinder. Darunter war auch der 1896 als jüngstes Kind geborene Sohn Daves Rossell, der 1918 in Frankreich im Krieg getötet wurde. William Rossell starb am 11. Oktober 1919, seinem 70. Geburtstag, und wurde auf dem Kongressfriedhof in Washington beigesetzt.